# Roslyn Estates
Roslyn Estates – wieś w Stanach Zjednoczonych, w stanie Nowy Jork, w hrabstwie Nassau.